# Alekszandr Valerjevics Sztukalin
Alekszandr Valerjevics Sztukalin (oroszul: Александр Валерьевич Стукалин) (?, 1981. február 19. –) Európa-bajnoki ezüstérmes, világbajnoki bronzérmes orosz tőrvívó.